# Alessano
Alessano är en ort och kommun i provinsen Lecce i regionen Apulien i Italien. Kommunen hade 6 371 invånare (2017).